# Andoki papagáj
Az andoki papagáj (Bolborhynchus orbygnesius), korábban vastagcsőrű andokpapagáj, a madarak osztályának papagájalakúak (Psittaciformes) rendjébe és a papagájfélék (Psittacidae) családjába tartozó faj.

## Rendszerezése
A fajt Charles de Souancé francia ornitológus írta le 1856-ban, a Myiopsitta nembe Myiopsitta orbygnesia néven. Egyes szervezetek még a jákópapagáj-formák (Psittacinae) alcsaládjába sorolják.

## Előfordulása
Az Andokban, Bolívia és Peru területén honos. Természetes élőhelyei a szubtrópusi vagy trópusi hegyi esőerdők és magaslati cserjések. Magassági vonuló faj.

## Megjelenése
Átlagos testhossza 17 centiméter, testtömege 48-50 gramm.

## Természetvédelmi helyzete
Az elterjedési területe nagyon nagy, egyedszáma pedig stabil. A Természetvédelmi Világszövetség Vörös listáján nem fenyegetett fajként szerepel.